# Gnidia holmbergi
Gnidia holmbergi is een hooiwagen uit de familie Cosmetidae.